# Čelistná
Čelistná är en ort i Tjeckien.   Den ligger i regionen Vysočina, i den centrala delen av landet, 100 km sydost om huvudstaden Prag. Čelistná ligger 591 meter över havet och antalet invånare är 103.
Terrängen runt Čelistná är platt. Runt Čelistná är det ganska tätbefolkat, med 65 invånare per kvadratkilometer. Närmaste större samhälle är Pelhřimov, 8,0 km norr om Čelistná. Omgivningarna runt Čelistná är en mosaik av jordbruksmark och naturlig växtlighet.